# Clube 15 de Novembro
Clube 15 de Novembro é um clube poliesportivo brasileiro, localizado na cidade de Campo Bom, no Estado do Rio Grande do Sul. Atualmente se encontra licenciado do futebol desde 2015.
Atualmente, o 15 de Novembro conta com departamentos de diversos esportes: tênis, tiro, bolão, arqueirismo, handebol, xadrez, futebol, etc. O setor de futebol da equipe, um dos mais famosos e prestigiados do clube, passou por uma reestruturação e foi reativado em 2013, mas com resultados abaixo do esperado no campeonato gaúcho, o departamento de futebol foi novamente encerrado.

## História

### Fundação
O 15 de Novembro foi fundado no dia 15 de novembro de 1911, como Sport Club 15 de Novembro, por operários da primeira indústria de calçados de Campo Bom, a Vetter & Irmãos. Os primeiros jogos do clube ocorriam em um potreiro no Morro das Pulgas, nos fundos da fábrica dos irmãos Vetter. O primeiro time do 15 de Novembro era formado pelos jogadores: Juvenal Soares, Carlos Blos, Osvaldo von Reisswitz, Gustavo Blos, Vergílio Feltes, Alfredo Blos, Oscar Vetter, Franz Appol, Edmundo Ermel, Alvício Lauer e Lulu Schaeffer.
No dia 17 de novembro de 1912, foi inaugurada a bandeira do clube, havendo a realização de uma partida amistosa com o Sport Club Colombo de Porto Alegre, que venceu pelo placar de 5 a 1.
Em 1935, o 15 de Novembro obteve posse de um terreno, onde foi construído o Estádio dos Eucaliptos, hoje Sady Arnildo Schmidt. Em 1957, foi campeão da Zona Sul.

### Papão do Estadual de Amadores
Em 1960, conquistou seu primeiro título estadual de amadores, a Série Branca, contra o Brasil de Farroupilha. No primeiro confronto, no dia 11 de dezembro, o 15 de Novembro venceu por 5 a 4, em partida apitada por Jaime Soligo. Os gols da partida foram marcados por Lauro, Cléo, Erich, Dario e Gilberto (para o 15 de Novembro), e Lino, Wálter, Armando e Barth (para o Brasil de Farroupilha). No dia 18 de dezembro, no Estádio dos Eucaliptos, um empate em 1 a 1 deu o título ao 15 de Novembro, sob o comando do treinador Raul Freitas. Marcaram Barth, logo aos 4 minutos de partida, para o Brasil de Farroupilha, e Gilberto, quase ao final de partida. O juiz foi Ney da Luz Barbosa. Depois disso, viriam mais 15 conquistas do Estadual de Amadores.
No ano de 1961, conquistou o bicampeonato contra o Grêmio Esportivo Independente de Flores da Cunha. Após um empate em 1 a 1 na primeira partida (gol do zagueiro Bráulio, para o 15), o título veio em uma virada por 2 a 1, em partida disputada em Campo Bom. Remo abriu o marcador para o Independente, enquanto Delmar fez dois gols e garantiu o título.
Em 1963, o 15 de Novembro perdeu o primeiro jogo das finais por 2 a 0 para o Paladino, em Gravataí, no dia 1º de dezembro. Venceu em Campo Bom por 2 a 1, em 6 de dezembro, havendo necessidade da realização de uma terceira partida. No dia 15 de dezembro, houve empate em 1 a 1 no estádio do Lansul, em Esteio, com a partida sendo encerrada devido à invasão de campo e briga entre torcedores e jogadores. Por isso, o tempo restante do jogo foi realizado em uma nova data, 19 de janeiro de 1964, no Estádio Passo D'Areia, em Porto Alegre. Persistiu o empate e, na prorrogação, Ithon marcou em cobrança de falta o gol do terceiro título do Estadual de Amadores do 15 de Novembro.
Em 1968, participando da Série Especial do Estadual de Amadores, o 15 de Novembro enfrentou o Pampeiro de Soledade nas finais. Venceu em Campo Bom por 3 a 2, perdendo o segundo, em Soledade, por 2 a 0. Na prorrogação, o 15 de Novembro venceu por 2 a 1 e conquistou o título.

### Era Clube 15 de Novembro
No dia 30 de abril de 1975, o Sport Club 15 de Novembro funde-se à Sociedade Concórdia (antiga Sociedade Alemã de Atiradores, criada em 3 de março de 1893, para a prática de tiro esportivo), resultando no atual Clube 15 de Novembro. Em 1988, conquistou o Campeonato Sul-Brasileiro Amador, disputado no Paraná.
Em 1994, profissionalizou seu departamento de futebol, disputando a 2ª divisão do Campeonato Gaúcho de Futebol. Sagrou-se vice-campeão, conquistando vaga na elite do futebol gaúcho. Naquele ano, porém, a Federação Gaúcha de Futebol dividiu a primeira divisão em Séries A e B, e o 15 de Novembro ficou na B, longe das principais equipes do estado. Entretanto, o 15 de Novembro obteve o segundo lugar na Copa Abílio dos Reis de 1998, garantindo vaga para a Primeira Divisão estadual. No ano seguinte, o clube seria rebaixado para a Série B. Com o técnico Nestor Simionato, o clube faria boa campanha no 2º semestre, retornando à elite.
De volta à Primeira Divisão no ano de 2000, o 15 de Novembro classificou-se em primeiro em seu grupo, participando do octogonal final do Campeonato Gaúcho e terminando em um honroso 4º lugar. As maiores campanhas da história do clube, porém, viriam nos anos seguintes.
Em 2002, o 15 de Novembro chegou às finais do Gauchão, disputando o título com o Internacional; terminou como vice-campeão da competição. No ano seguinte, novamente finalista do Campeonato Gaúcho, tendo novamente o Internacional como adversário. Mais uma vez, o 15 de Novembro foi vice.

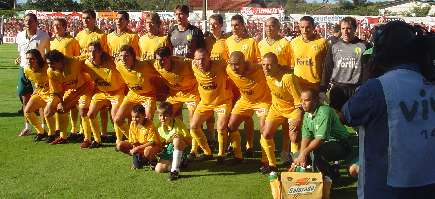
Equipe que disputou a final do Campeonato Gaúcho de 2005 contra o Internacional, de Porto Alegre. Venceu nos 90 minutos por 2 a 0, mas perdeu a prorrogação por 2 a 1.

Em 2004, o 15 de Novembro fez grande campanha na Copa do Brasil de Futebol, alcançando as semifinais. Perdeu a vaga na final para o Santo André, que seria o campeão. No ano seguinte, o 15 de Novembro seria finalista do Campeonato Gaúcho pela terceira vez, entretanto outra vez o Internacional conquistaria o título sobre o 15. No Estádio Beira-Rio, vitória do adversário por 2 a 0. Na partida de volta, no Sady Arnildo Schmidt, o 15 de Novembro devolveu o placar no tempo normal e foi para a prorrogação com a vantagem do empate para ser campeão. Porém, foi derrotado por 2 a 1 e terminou vice-campeão estadual pela terceira vez.
No ano de 2006, o 15 de Novembro sagrou-se campeão da Copa Emídio Perondi, derrotando a Ulbra, em Canoas, por 3 a 1 na primeira partida, e por 3 a 0 no jogo disputado em Campo Bom. Fez boa campanha na Copa do Brasil daquele ano, eliminando o Grêmio na segunda fase e conseguindo a classificação para as oitavas-de-final, quando foi eliminado pelo Volta Redonda.
No ano de 2007, o 15 de Novembro não foi bem no Campeonato Gaúcho chegou apenas ao 11º, já em 2008 o 15 teve apenas uma vitória ficou em 15º e foi rebaixado, sem patrocínio o "15" fechou as portas o time profissional.
Em 2013, o 15 de Novembro voltou ao futebol profissional depois de 5 anos sem atividades, com uma equipe jovem o 15 conseguiu apenas o 13º na Terceira Divisão Gaúcha e o 6º na Copa Metropolitana.
Em 2015, o clube decidiu encerrar novamente o departamento de futebol.

## Títulos
| Regionais | Regionais                             | Regionais | Regionais                                                                                    |
|           | Competição                            | Títulos   | Temporadas                                                                                   |
| --------- | ------------------------------------- | --------- | -------------------------------------------------------------------------------------------- |
|           | Campeonato Sul-Brasileiro de Amadores | 1         | 1988                                                                                         |
| Estaduais |                                       |           |                                                                                              |
|           | Competição                            | Títulos   | Temporadas                                                                                   |
|           | Campeonato do Interior Gaúcho         | 3         | 2002, 2003 e 2005                                                                            |
|           | Campeonato Gaúcho de Amadores         | 14        | 1960*, 1961*, 1963*, 1964*, 1966*, 1968**, 1970**, 1971, 1972, 1973, 1976, 1977, 1987 e 1990 |
|           | Copa Emídio Perondi                   | 1         | 2006                                                                                         |

* Série Branca

** Série Especial

### Campanhas de destaque
- Copa do Brasil

: 2004 (3º lugar)
- Campeonato Gaúcho: 2002, 2003 e 2005 (2º lugar)
- Campeonato Gaúcho - Série A2: 1994 e 1999 (2º lugar)

### Bolão
- Campeonato Gaúcho de Bolão (Masculino): 1962[13], 2014 e 2016
- Campeonato Gaúcho de Bolão (Feminino): 2001, 2004, 2005 e 2006

## Artilheiros
- Campeonato Gaúcho

1. Sandro Sotilli - 2002 (21 gols)

- Copa do Brasil

1. Dauri - 2004 (8 gols, artilheiro da Copa)

## Estatísticas

### Participações
|  | Participações em 2020 |

| Competição        | Competição        | Temporadas | Melhor campanha                  | Estreia | Última | P | R |
| Rio Grande do Sul | Campeonato Gaúcho | 14         | Vice-campeão (2002, 2003 e 2005) | 1995    | 2008   |   | 2 |
| Rio Grande do Sul | Divisão de Acesso | 2          | Vice-campeão (1994 e 1999)       | 1994    | 1999   | 2 | – |
| Rio Grande do Sul | Segunda Divisão   | 2          | 9º colocado (2014)               | 2013    | 2014   | – |   |
| Brasil            | Série C           | 2          | 10º colocado (1998)              | 1997    | 1998   | – | – |
| Brasil            | Copa do Brasil    | 2          | Semifinal (2004)                 | 2004    | 2006   |   |   |

### Temporadas
Legenda:
| Campeão. Vice-campeão. Eliminado na semifinal. Torneio em andamento. | Classificado à Copa Libertadores da América pela campanha no Campeonato Brasileiro. Classificado à Copa Libertadores da América pelo título da Copa do Brasil ou Copa Libertadores. Classificado à Copa Sul-Americana. | Campeão do Interior Rebaixado à divisão inferior. Campeão e promovido à divisão superior. Promovido à divisão superior. |

## Publicações sobre o 15 de Novembro
Livros
- BLOS, Armin Rudy; BLOS, Raul Gilberto (2010). Clube 15 de Novembro. Rumo a seu centenário de futebol 1 ed. São Leopoldo-RS: Editora Oikos. 144 páginas. ISBN 978-85-78430948